# Madalena da Saxónia
Madalena da Saxónia (em alemão:  Magdalene; Dresden, 7 de março de 1507 — Berlim, 25 de janeiro de 1534) foi uma marquesa da Saxónia e sua princesa-eleitora, o equivalente a uma princesa-herdeira.

## Família
Era filha do duque Jorge da Saxónia, conhecido como "o Barbudo", e da sua esposa, a princesa Bárbara. Os seus avós paternos eram o rei Casimiro IV Jagelão da Polônia e a sua esposa, a princesa Isabel da Áustria, filha do rei Alberto II da Alemanha.

## Biografia
Tal como referido, era neta da princesa Isabel, rainha da Polónia, que tinha reclamado o ducado do Luxemburgo na década de 1460, por ser a filha mais nova da última herdeira do Luxemburgo, a princesa Isabel do Luxemburgo, rainha da Boémia. Embora não fosse de forma nenhuma herdeira da sua avó, tinha-se arranjado o seu casamento com o herdeiro da irmã mais velha da sua avó. Joaquim, o futuro príncipe-eleitor de Brandemburgo, era o irmão mais velho e herdeiro do pretendente da época ao Luxemburgo, Joaquim I, príncipe-eleitor de Brandemburgo, filho mais velho e herdeiro da princesa Margarida da Turíngia, princesa-eleitora viúva de Brandemburgo que era filha e herdeira da duquesa Ana do Luxemburgo e do príncipe Guilherme da Saxónia, Marquês da Turíngia.
O casamento de Margarida com Joaquim Heitor realizou-se em Dresden, a 6 de Novembro de 1524. Um dos seus filhos foi o príncipe João Jorge, outro futuro príncipe-eleitor de Brandemburgo. Margarida acabaria por morrer a 25 de Janeiro de 1534, ao dar luz o seu último filho, Paulo, que também morreu no mesmo dia. Cerca de um ano e meio após a sua morte, o seu marido casou-se com a princesa Hedvig da Polónia, filha do rei Sigismundo I da Polónia.

## Descendência
Do seu casamento com Joaquim II Heitor, Príncipe-Eleitor de Brandemburgo, teve os seguintes filhos:
1. João Jorge de Brandemburgo (11 de Setembro de 1525 – 8 de Janeiro de 1598), príncipe-eleitor de Brandemburgo entre 1571 e 1598. Casou-se primeiro com a princesa Sofia de Legnica; com descendência. Casou-se depois com a princesa Sabina de Brandemburgo-Ansbach; com descendência. Casou-se por último com a princesa Isabel de Anhalt-Zerbst; com descendência;
2. Bárbara de Brandemburgo (10 de Agosto de 1527 – 2 de Janeiro de 1595), casada com o duque Jorge II de Brieg; com descendência;
3. Isabel de Brandemburgo (1528 - 20 de Agosto de 1529), morreu com poucos meses de idade;
4. Frederico de Brandemburgo (12 de Dezembro de 1530 - 2 de Outubro de 1552), arcebispo de Magdeburgo e bispo de Halberstadt, morreu aos vinte-e-um anos de idade, provavelmente envenenado;
5. Alberto de Brandemburgo (15 de Fevereiro de 1532 - 16 de Fevereiro de 1532), morreu com apenas algumas horas de vida;
6. Jorge de Brandemburgo (nasceu e morreu a 15 de Fevereiro de 1532), irmão gémeo de Alberto;
7. Paulo de Brandemburgo (nasceu e morreu a 25 Janeiro de 1534, juntamente com a mãe).

## Genealogia
| Madalena da Saxónia | Pai: Jorge, Duque da Saxônia | Avô paterno: Alberto III da Saxónia | Bisavô paterno: Frederico II, Eleitor da Saxônia                   |
| Madalena da Saxónia | Pai: Jorge, Duque da Saxônia | Avô paterno: Alberto III da Saxónia | Bisavó paterna: Margarida da Áustria, Princesa-Eleitora da Saxónia |
| Madalena da Saxónia | Pai: Jorge, Duque da Saxônia | Avó paterna: Sidónia da Boémia      | Bisavô paterno: Jorge da Boémia                                    |
| Madalena da Saxónia | Pai: Jorge, Duque da Saxônia | Avó paterna: Sidónia da Boémia      | Bisavó paterna: Cunegundes de Sternberg                            |
| Madalena da Saxónia | Mãe: Bárbara da Polónia      | Avô materno: Casimiro IV da Polónia | Bisavô materno: Jogaila                                            |
| Madalena da Saxónia | Mãe: Bárbara da Polónia      | Avô materno: Casimiro IV da Polónia | Bisavó materna: Sofia de Halshany                                  |
| Madalena da Saxónia | Mãe: Bárbara da Polónia      | Avó materna: Isabel de Habsburgo    | Bisavô materno: Alberto II da Germânia                             |
| Madalena da Saxónia | Mãe: Bárbara da Polónia      | Avó materna: Isabel de Habsburgo    | Bisavó materna: Isabel do Luxemburgo                               |